# Бернд Рупп
Бернд Рупп (нім. Bernd Rupp, нар. 24 лютого 1942, Зольмс) — німецький футболіст, що грав на позиції нападника за клуби «Боруссія» (Менхенгладбах), «Вердер» та «Кельн». Був гравцем національної збірної Німеччини.
Володар Кубка ФРН.

## Клубна кар'єра
У дорослому футболі дебютував 1964 року виступами за команду клубу «Боруссія» (Менхенгладбах), в якій провів три сезони, взявши участь у 100 матчах чемпіонату. 
Своєю грою за цю команду привернув увагу представників тренерського штабу клубу «Вердер», до складу якого приєднався 1967 року. Відіграв за бременський клуб наступні два сезони своєї ігрової кар'єри. Більшість часу, проведеного у складі «Вердера», був основним гравцем команди. У складі «Вердера» був одним з головних бомбардирів команди, маючи середню результативність на рівні 0,38 голу за гру першості.
1969 року уклав контракт з клубом «Кельн», у складі якого провів наступні три роки своєї кар'єри гравця.  Граючи у складі «Кельна» також здебільшого виходив на поле в основному складі команди. В новому клубі був серед найкращих голеодорів, відзначаючись забитим голом в середньому майже у кожній другій грі чемпіонату.
Завершив професійну ігрову кар'єру у рідній «Боруссії» (Менхенгладбах). Прийшов до команди 1972 року, захищав її кольори до припинення виступів на професійному рівні у 1974, 1973 року допоміг «Боруссії» здобути Кубок ФРН.
На момент завершення кар'єри входив до десятки найкращих бомбардирів в історії Бундесліги, майючи в активі 119 голів, забитих у 274 іграх цього турніру.

## Виступи за збірну
1966 року провів свій перший і єдиний офіційний матч у складі національної збірної Німеччини, в якому відзначився забитим голом.

## Титули і досягнення
- Володар Кубка ФРН (1):

«Боруссія» (Менхенгладбах): 1972-1973